# Dana Scully
Dana Katherine Scully è un personaggio immaginario e la protagonista femminile della serie televisiva di fantascienza X-Files, insieme a Fox Mulder. È interpretata da Gillian Anderson. La voce italiana è di Claudia Catani.
Nella serie televisiva, Dana Scully è un medico patologo e agente speciale dell'FBI. Al contrario del suo collega Fox, la donna è, almeno inizialmente, molto scettica verso il soprannaturale. Tuttavia dovrà ricredersi quando nel corso del telefilm verrà rapita dagli alieni, che le impianteranno anche un microchip alla base del collo. Nonostante sia all'inizio molto diffidente verso Fox, ben presto instaurerà con lui una sincera e profonda amicizia.

## Origini
Dana Katherine Scully nasce il 23 febbraio del 1964 da William e Margaret Scully. Ha due fratelli: William Jr. (Bill) e Charles e una sorella, Melissa. La famiglia Scully si sposta per tutta l'America e oltre oceano a causa del lavoro del padre, un ufficiale della Marina degli Stati Uniti. Durante l'infanzia, Scully si comporta da maschiaccio e questo la fa avvicinare molto al padre.
Ad un compleanno, Dana riceve in regalo dai fratelli una pistola ad aria compressa e lei la usa nel bosco, per uccidere un piccolo serpente. Questo episodio segnerà molto la bambina, che cercherà di rianimare il povero animale in qualunque modo, sperando che tenendolo tra le mani possa restituirgli la vita. Suo padre la chiama Starbuck (nell'edizione italiana tradotto erroneamente come Stella Marina), il nome del primo ufficiale della nave Pequod di Moby Dick, libro che le leggeva da piccola, e Dana a sua volta soprannomina l'uomo Acab. Aveva un volpino, di nome Queequeg (altro personaggio di Moby Dick) che però successivamente verrà divorato da un "mostro".

## Caratteristiche
Nasce da famiglia cattolica, ma la sua fiducia totale nella scienza la allontana progressivamente dalla religione, anche se ritrova un po' di fede dopo gli eventi dell'episodio Miracoli. La malattia che deve affrontare rinnova la sua fede.
Usa occhiali da lettura, porta al collo una collana d'oro con una piccola croce che le è stata regalata da sua madre al suo quindicesimo compleanno e non sopporta i vestiti di colore rosa.
Il suo film preferito è L'esorcista e ascolta anche musica heavy metal, in particolare i Megadeth, come spiega Mulder nell'episodio della seconda stagione La pelle del diavolo.
Il computer che usa per scrivere i suoi rapporti è un Mac Powerbook 540C.
Ha un'avversione per i clown.
Durante la serie televisiva in più momenti si è insinuato che Dana Scully possa essere immortale, la conferma di questa condizione è stata data dallo sceneggiatore Frank Spotnitz sul suo blog

## Gli studi
Nel 1986 Scully riceve una borsa di studio in fisica all'Università del Maryland. La sua tesi è intitolata Il paradosso dei gemelli di Einstein: una nuova interpretazione. Al college studia il tedesco, arrivando ad averne un buon livello di conoscenza. Scully si laurea in medicina e si specializza in patologia forense. Il padre non le nasconde che avrebbe preferito che diventasse un medico non patologo, ma la sua decisione deriva dal fatto che si sente di poter essere molto utile con questa specializzazione, dato che vuole entrare nell'FBI.

## Gli X-Files
Scully viene assegnata agli X-Files come collega dell'Agente Fox Mulder su richiesta delle alte sfere, che vogliono qualcuno che segua da vicino gli sviluppi degli X-Files, verificando il lavoro specifico dell'Agente Mulder e riferendo tutto. In realtà poi i due sviluppano un'amicizia che si consoliderà nel tempo fino a portarli a fidarsi ciecamente l'uno dell'altra. Pur essendo una fedele alleata di Mulder, Scully ha un atteggiamento molto scettico riguardo alle teorie sugli alieni e alle varie cospirazioni, di cui è invece assolutamente convinto il suo collega. Questo suo scetticismo aiuterà la coppia di agenti a rimanere con i piedi per terra in varie occasioni, e le competenze scientifiche di Scully come patologo aiuteranno a risolvere diversi X-Files.

## Vari sviluppi
All'inizio della seconda stagione, Scully viene rapita dagli alieni e scompare di scena per alcune puntate . Misteriosamente, ricompare in un ospedale. Le sue condizioni sono tra la vita e la morte e la madre di Scully valuta seriamente se staccare le macchine che la tengono in vita, ma Mulder si oppone con tutte le sue forze. Scully si risveglia dal coma dopo qualche tempo e la sorella Melissa convince Mulder a parlare con lei e a confrontarsi, prima che sia troppo tardi. Melissa verrà assassinata dopo qualche tempo, per sbaglio, in un attentato rivolto a Scully: il killer infatti la scambia per la sorella e le spara.

## La malattia
Dopo poco tempo dal suo risveglio dal coma, Scully, passando sotto un metal detector, scopre di avere un piccolo oggetto impiantato alla base del collo. Decide di farselo rimuovere e lo analizza in un laboratorio. Si tratta di un minuscolo microchip, di una tecnologia avanzata per la dimensione, probabilmente impiantatole durante il rapimento. Dal momento in cui l'oggetto viene rimosso, Scully si ammala di cancro nasofaringeo. La malattia non le dà scampo, peggiorandone sempre di più la salute.
Durante alcune indagini, scopre di non essere l'unica ad aver contratto il cancro in questo modo e viene a conoscenza di un gruppo di persone, tutte rapite come lei e tutte tornate con un impianto come il suo: anche loro sono affette dalla stessa malattia. Le sue condizioni peggiorano velocemente e viene ricoverata più volte in ospedale per il moltiplicarsi delle sue metastasi. Viene salvata da Mulder, quando ormai è allo stadio terminale, il quale riesce a procurarsi un microchip identico a quello estratto dal collo di Scully, che ricollocato nella posizione originaria risulta essere l'unica cura.

## Dopo la malattia
Sempre più osteggiata dai suoi superiori, continua il suo lavoro anche quando Mulder scompare e le viene affiancato l'agente John Doggett; questa volta è lei a doversi confrontare con lo scetticismo del nuovo collega, ma ancora una volta è colui che si basa sui punti saldi della scienza a dover cambiare il proprio punto di vista. Scully scopre di essere incinta, nonostante fosse stata dichiarata sterile. Il bambino, William, nasce mentre Dana è in fuga, aiutata da Dogget e Monica Reyes; al momento del parto viene raggiunta da un gruppo di alieni che sembrano venerare il neonato, che infatti dimostrerà presto di possedere capacità paranormali.
Dana, nonostante si sia ritirata dal servizio attivo e lavori come docente all'accademia dell'FBI di Quantico, si rende conto di non poter assicurare al figlio la sicurezza di cui ha bisogno e decide di darlo in adozione per tentare di nasconderlo a chi lo vede come una minaccia. Con questo ulteriore rimorso, prosegue la propria ricerca della verità, che assieme al ritrovato Mulder la porta nel New Mexico, dove finalmente viene a conoscenza di tutti gli aspetti della cospirazione tra alieni e Governo degli Stati Uniti, e le viene anche rivelato quale futuro li attende.

## Nella musica metal
Tony Kakko dei Sonata Arctica, grande fan della serie televisiva, le ha dedicato il brano Letter To Dana, contenuto nel primo album della band e successivamente rimasterizzato nel 2008.